# Grote erebia
De grote erebia (Erebia euryale) is een vlinder uit de onderfamilie Satyrinae (zandoogjes en erebia's). De spanwijdte van de vlinder bedraagt tussen de 40 en 46 millimeter.
De vliegtijd is van juni tot en met augustus. In Nederland en België komt de vlinder niet voor. De grote erebia komt voornamelijk in de Alpen en Pyreneeën bij open plekken in bossen voor. In Europa is hij niet bedreigd.
Als waardplant worden verschillende grassoorten gebruikt.

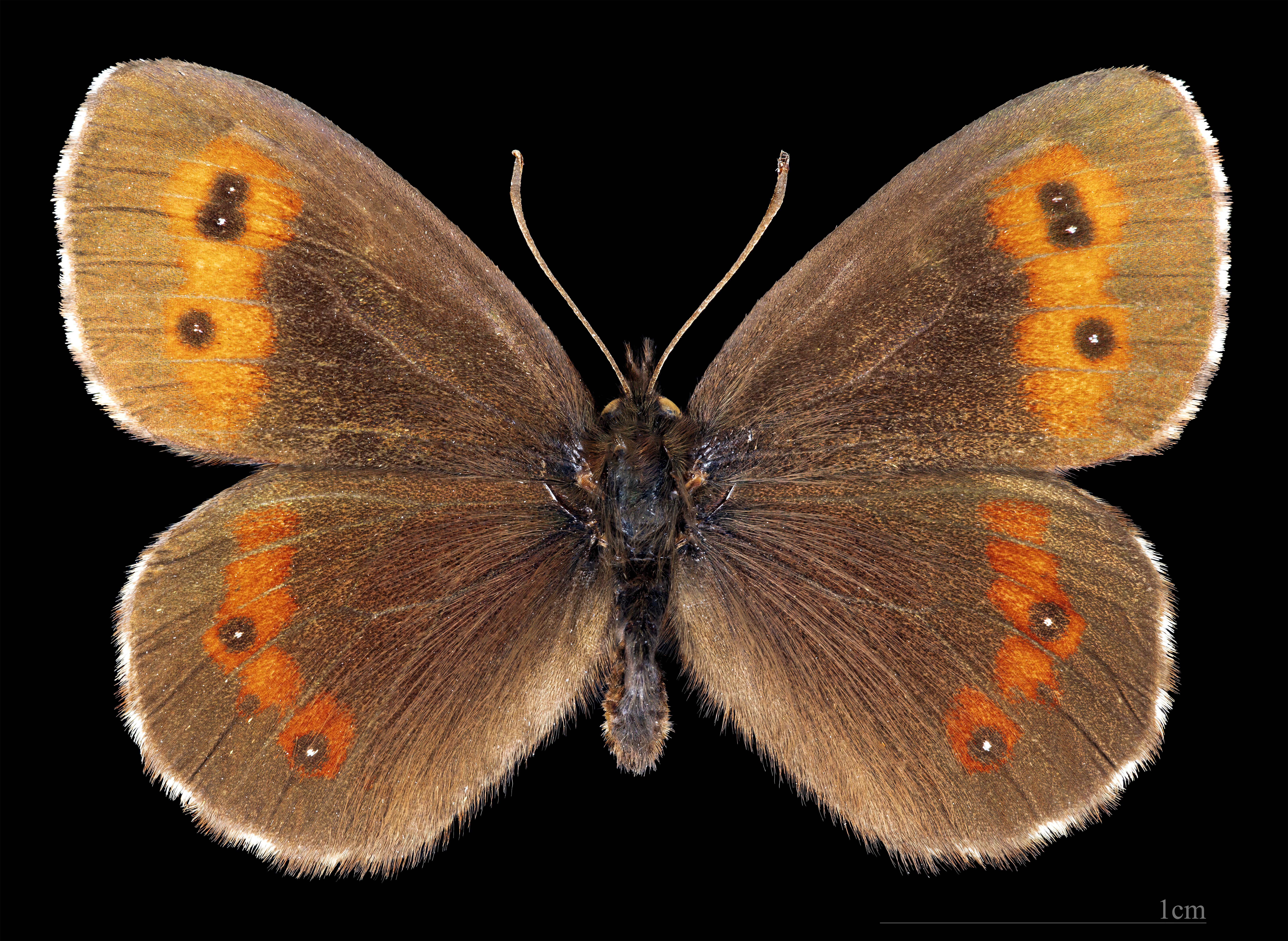
Erebia euryal adyte  ♂
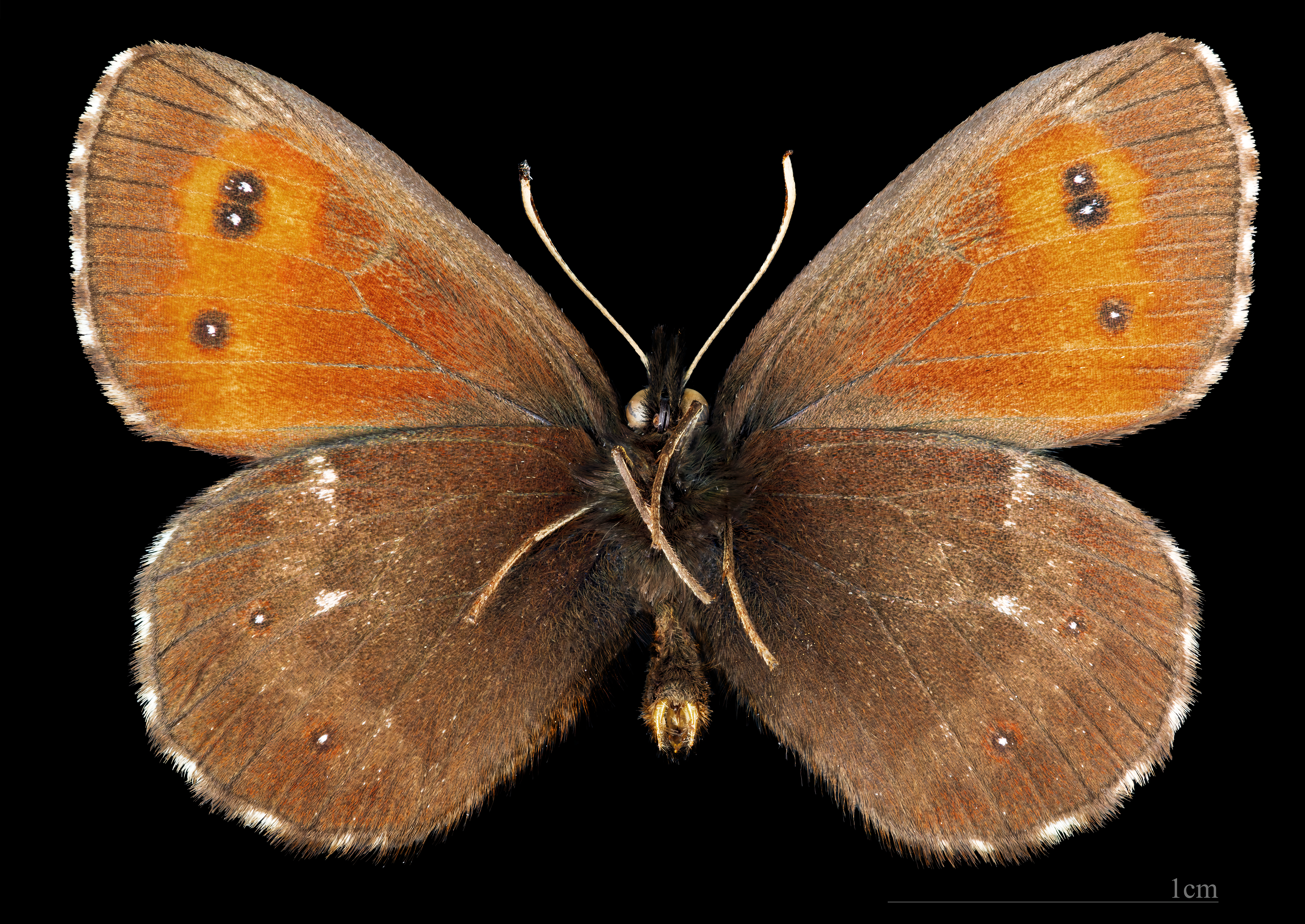
Erebia euryal adyte ♂   △